# Retour à la fac
Pour les articles homonymes, voir Back to School.
Pour plus de détails, voir Fiche technique et Distribution.
Retour à la fac ou Vive la fraternité au Québec (Old School) est un film américain réalisé par Todd Phillips, sorti en 2003.

## Synopsis
Mitch, jeune avocat, va marier son copain de lycée, Franck, que son autre ami, Bernard (riche commerçant enlisé dans son train-train familial), tente de dissuader de quitter le célibat. Pendant la fête, Mitch retrouve Nicole, une fille du lycée, qui le fascinait. Puis, il s'installe dans une maison sur le campus. Pour redonner le moral à son ami, Bernard y organise une gigantesque fête, où sont invités tous les étudiants du coin. Les trois amis s'éclatent, Franck se remet à boire (redevenant « Frank The Tank »), mais se fait surprendre par sa compagne et se retrouve célibataire.
Bernard, Franck et Mitch veulent renouveler la fête. Mais le doyen de la fac, leur ancien souffre-douleur, veut réquisitionner la maison. Pour rester, le groupe décide de s'intégrer à la vie de la fac en créant sa propre confrérie. C'est une réussite : la confrérie enthousiasme autant les jeunes agités que les quadras désabusés. Pendant ce temps, Mitch revoit Nicole, qui, hélas, a déjà un petit ami. Quant au doyen, il ne désarme pas, et fait tout pour casser le groupe. La confrérie devra même passer une série d'examens pour prouver sa valeur. Mitch abandonnera finalement la confrérie, en cédant la direction à Franck.

## Fiche technique
Sauf indication contraire, les informations mentionnées dans cette section peuvent être confirmées par les bases de données cinématographiques IMDb et Allociné,  présentes dans la section « Liens externes ».
- Titre original : Old School
- Titre français : Retour à la fac
- Titre québécois : Vive la fraternité[1]
- Réalisation : Todd Phillips
- Scénario : Todd Phillips et Scot Armstrong (en), d'après une histoire de Court Crandall, Todd Phillips et Scot Armstrong
- Musique : Theodore Shapiro
- Direction artistique : Max Biscoe
- Décors : Clark Hunter
- Costumes : Nancy Fisher
- Photographie : Mark Irwin
- Son : Michael Babcock, John Benson, James Bolt, David Hankins, Paul Massey, Tim McColm
- Montage : Michael Jablow
- Production : Daniel Goldberg (en), Joe Medjuck (en) et Todd Phillips
  - Production déléguée : Tom Pollock et Ivan Reitman
  - Coproduction : Paul Deason
- Sociétés de production : The Montecito Picture Company, présenté par Dreamworks Pictures
- Sociétés de distribution : DreamWorks Distribution (États-Unis) ; United International Pictures (France)
- Budget : 24 millions USD[2],[3]
- Pays de production :  États-Unis
- Langue originale : anglais
- Format : couleur (Technicolor) — 35 mm — 2,35:1 — son DTS / Dolby Digital / SDDS
- Genre : comédie
- Durée : 88 minutes ; 93 minutes (version non censurée)
- Dates de sortie[4] :
  - États-Unis, Québec : 21 février 2003[1]
  - France : 13 août 2003[5]
- Classification[6] :
  - États-Unis : les enfants de moins de 17 ans doivent être accompagnés d'un adulte (R – Restricted)[N 1]
  - France : tous publics[7]
  - Québec : 13 ans et plus (13+ / 13 years and over)[1]

## Distribution
- Luke Wilson (VF : Laurent Natrella[8]) : Mitch Martin
- Will Ferrell (VF : Laurent Mantel[8]) : Frank « The Tank » Ricard
- Vince Vaughn (VF : Bernard Gabay[8]) : Bernard « Beanie » Campbell
- Jeremy Piven (VF : Marc Fayet[8]) : le doyen Gordon « Cheese » Pritchard (« Ouistiti » en VF)
- Ellen Pompeo (VF : Marina Pastor[8]) : Nicole
- Juliette Lewis (VF : Laurence Crouzet[8]) : Heidi
- Leah Remini (VF : Alicia Sportiello[8]) : Lara Campbell
- Perrey Reeves (VF : Dominique Léandri[8]) : Marissa Jones
- Craig Kilborn (en) (VF : François Feroleto[8]) : Mark
- Elisha Cuthbert (VF : Barbara Villesange[8]) : Darcie Goldberg
- Seann William Scott (VF : Jérôme Pauwels[8]) : Peppers
- Matt Walsh : Walsh
- Artie Lange : Booker
- Patrick Fischler : Michael
- Sara Tanaka : Megan Huang
- Harve Presnell : M. Springbrook
- Katherine Ellis : Amy
- Gregory Alan Williams (VF : Frantz Confiac[8]) : le thérapeute
- Rick Gonzalez (VF : Vincent Barazzoni[8]) : Spanish
- Matthew Carey : Hatch
- Terry O'Quinn : Goldberg
- Simon Helberg (VF : Julien Sibre[8]) : Jerry
- Andy Dick (VF : Éric Herson-Macarel[8]) : Barry, le professeur de sexe oral
- Stuart Cornfeld : le chauffeur de taxi
- Todd Phillips : un homme à la porte (caméo)

## Production

### Genèse et développement
Pour ce film, Todd Phillips déclare s'être inspiré du film Fight Club. Il voit ainsi son film comme une version comique de l’œuvre de David Fincher.

### Tournage
Le tournage a lieu du 7 janvier au 18 mars 2002 en Californie (Glendale, La Crescenta-Montrose, South Pasadena, Pasadena, ) notamment à Los Angeles (The Ambassador Hotel, Pacific Palisades, Los Angeles Convention Center, Los Angeles Memorial Coliseum, Westwood, USC, Barwick Studios...) avec quelques plans de l'université Harvard au Massachusetts. Le film fait partie des nombreux films tournés au Quality Cafe, à Downtown Los Angeles.

### Bande originale
- To Be Young (Is To Be Sad, Is To Be High), interprété par Ryan Adams
- Peach Fuzz, interprété par PornoSonic (en)
- Lady, interprété par Dan Finnerty (en) et The Dan Band (en)
- Total Eclipse of the Heart, interprété par Dan Finnerty (en) et The Dan Band (en)
- Fun Night, interprété par Andrew W.K.
- Here I Go Again, interprété par Whitesnake
- Clowning Around, interprété par Sharkfinn
- Papered Up, interprété par Snoop Dogg
- Ain't No Sunshine, interprété par Bill Withers
- Master of Puppets, interprété par Metallica
- Playground in My Mind, interprété par Clint Holmes (en)
- Hokey Pokey, interprété par Larry Groce (en) et The Disneyland Children's Sing-Along Chorus
- Hungry Like the Wolf, interprété par Duran Duran
- The Sound of Silence, interprété par Simon et Garfunkel
- The Farmer in the Dell, interprété par The Countdown Kids
- Down Low (Nobody Has To Know), interprété par R. Kelly, Ronald et Ernie Isley (en)
- Happy Birthday To You, interprété par Mildred J. Hill et Patty S. Hill
- Gonna Make You Sweat (Everybody Dance Now), interprété par The Hit Crew
- Louie Louie, interprété par Black Flag
- Dust in the Wind, composé par Kerry Livgren
- Chariots of Fire, composé par Vangelis
- Good Lovin Gone Bad, interprété par Killdozer

## Accueil

### Accueil critique
Le film reçoit des critiques partagées dans la presse. Sur l'agrégateur américain Rotten Tomatoes, il récolte 60% d'opinions favorables pour 167 critiques et une note moyenne de 5,7⁄10. Le consensus suivant résume les critiques compilées par le site : « Bien qu'il ne soit pas toujours drôle, le film a ses moments ». Sur Metacritic, il obtient une note moyenne de 54⁄100 pour 32 critiques.
En France, le film obtient une note moyenne de 2,5⁄5 sur le site Allociné, qui recense 2 titres de presse.

### Box-office
| Pays ou région    | Box-office    | Date d'arrêt du box-office | Nombre de semaines |
| ----------------- | ------------- | -------------------------- | ------------------ |
| États-Unis Canada | 75 585 093 $  | 19 juin 2003               | 13                 |
| France            | 7 140 entrées |                            | -                  |
| Total mondial     | 87 135 520 $  | -                          | -                  |

## Nominations

### 2003
- Casting Society of America : meilleur casting pour un film de comédie pour Joseph Middleton
- Golden Schmoes Awards : meilleur film de comédie de l'année
- MTV Movie & TV Awards :
  - Meilleure performance comique pour Will Ferrell
  - Meilleure équipe à l'écran pour Will Ferrell, Vince Vaughn et Luke Wilson

### 2004
- Taurus World Stunt Awards : meilleure cascade avec du feu pour Joe Bucaro III[N 2]

## Éditions en vidéo
En France, le film Retour à la fac est sorti en DVD le 7 septembre 2004. Par la suite, le film est ressorti en DVD le 1er août 2006, puis en VOD le 3 juillet 2019.